# 巨松鼠屬
巨松鼠屬（学名：Ratufa），哺乳綱、囓齒目、松鼠科的一屬，如巨松鼠（Ratufa bicolor）。與巨松鼠屬（巨松鼠）同科的動物尚有婆羅洲地鼠屬（婆羅洲地鼠）、鼩吻松鼠屬（鼩吻松鼠）、非洲巨松鼠屬（非洲巨松鼠）、西裏伯斯松鼠屬（西裏伯斯松鼠）等之數種哺乳動物。

## 下属物种
本属包括以下物种：
- 腰斑巨松鼠 Ratufa affinis (Raffles, 1821)
- Ratufa balae Miller, 1903
- 巨松鼠 Ratufa bicolor (Sparrman, 1778)，双色巨松鼠
- Ratufa conspicua Miller, 1903
- 印度巨松鼠 Ratufa indica (Erxleben, 1777)
- Ratufa insignis Miller, 1903
- 斯里蘭卡巨松鼠 Ratufa macroura (Pennant, 1769)
- Ratufa maelongensis Mein et al., 1990
- Ratufa masae Miller, 1903
- Ratufa piniensis Miller, 1903

## 保育狀況
牠們被列為《瀕危野生動植物種國際貿易公約》附錄二的物種，被限制出口及貿易。